# Joseph Fadelle
Joseph Fadelle (rodným jménem Mohamed al-Saíd al-Músáví, * 1964) je francouzský spisovatel iráckého původu, autor bestselleru Cena, kterou zaplatíš (francouzsky Le prix à payer), v němž popisuje svoji konverzi od šíitismu ke katolicismu a následný útěk před vlastními příbuznými na Západ. V roce 2015 byla kniha přeložena do češtiny, která se tak stala 11. jazykem, do nějž byla přeložena. Na konci téhož roku s velkým náskokem zvítězila v anketě „Kniha roku“ Katolického týdeníku.
"(Anwar) prohlašuje, že už nemůže věřit v knihu, která tak tvrdě zachází se ženami. Říká mi, že ji překvapilo, jak se tu pohlíží na ženy a jak se respektují. Jinak než v islámu. Když jezdíme autem na mši, je její největší radost sundat si závoj a vyhodit ho oknem,..." Citace z knihy 'Cena, kterou zaplatíš' (54 S.) 

Josef Fadelle je ženatý, s manželkou má čtyři děti a žijí ve Francii. Šíitští duchovní nad ním za jeho konverzi vynesli rozsudek smrti, tzv. fatvu, a jeho příbuzní se jej již jednou pokusili zabít. Francouzské občanství získal v roce 2001.

## Dílo
- FADELLE, Joseph. Cena, kterou zaplatíš. 1. vyd. OLPRINT ŠLAPANICE: A.M.I.M.S., 2015. 160 s. (Překlad: Lucie Cekotová)